# Gerald Henderson
Jerome McKinley «Gerald» Henderson (Richmond, Virginia) es un exjugador de baloncesto estadounidense que jugó durante 13 temporadas en la NBA, desde 1979 hasta 1992. Con 1,88 metros de altura, jugaba en la posición de base. Es el padre del también jugador de la NBA Gerald Henderson, Jr..
Ganó tres anillos de la NBA, y es famoso por su robo a James Worthy en las Finales de la NBA de 1984 y anotar la canasta que empataba el partido. 
Asistió a la Universidad Virginia Commonwealth.

## Estadísticas de su carrera en la NBA
|  | Denota temporadas en las que ganó un Campeonato de la NBA |
|  | Líder de la liga                                          |

### Temporada regular
| Año     | Equipo       | PJ  | PT  | MPP  | %TC  | %3P  | %TL   | RPP | APP | ROB | TPP | PPP  |
| ------- | ------------ | --- | --- | ---- | ---- | ---- | ----- | --- | --- | --- | --- | ---- |
| 1979–80 | Boston       | 76  | 2   | 14.0 | .500 | .333 | .690  | 1.1 | 1.9 | .6  | .2  | 6.2  |
| 1980–81 | Boston       | 82  | 10  | 19.6 | .451 | .063 | .720  | 1.6 | 2.6 | 1.0 | .1  | 7.8  |
| 1981–82 | Boston       | 82  | 31  | 22.5 | .501 | .167 | .727  | 1.9 | 3.1 | 1.0 | .1  | 10.2 |
| 1982–83 | Boston       | 82  | 9   | 18.9 | .463 | .188 | .722  | 1.5 | 2.4 | 1.2 | .0  | 8.2  |
| 1983–84 | Boston       | 78  | 78  | 26.8 | .524 | .351 | .768  | 1.9 | 3.8 | 1.5 | .2  | 11.6 |
| 1984–85 | Seattle      | 79  | 78  | 33.5 | .479 | .237 | .780  | 2.4 | 7.1 | 1.8 | .1  | 13.4 |
| 1985–86 | Seattle      | 82  | 82  | 31.3 | .482 | .346 | .830  | 2.3 | 5.9 | 1.7 | .1  | 13.1 |
| 1986–87 | Seattle      | 6   | 6   | 25.8 | .500 | .000 | .944  | 1.5 | 5.3 | 1.0 | .0  | 11.2 |
| 1986–87 | New York     | 68  | 53  | 27.8 | .438 | .257 | .816  | 2.4 | 6.5 | 1.4 | .2  | 10.9 |
| 1987–88 | New York     | 6   | 2   | 11.5 | .357 | .500 | 1.000 | 1.7 | 2.2 | .3  | .0  | 2.3  |
| 1987–88 | Philadelphia | 69  | 3   | 20.8 | .431 | .421 | .810  | 1.4 | 3.2 | 1.0 | .1  | 8.4  |
| 1988–89 | Philadelphia | 65  | 0   | 15.2 | .414 | .308 | .819  | 1.0 | 2.2 | .6  | .0  | 6.5  |
| 1989–90 | Milwaukee    | 11  | 0   | 11.7 | .423 | .429 | 1.000 | 1.1 | 1.2 | .7  | .0  | 2.5  |
| 1989–90 | Detroit      | 46  | 0   | 7.3  | .506 | .452 | .769  | .7  | 1.3 | .2  | .0  | 2.3  |
| 1990–91 | Detroit      | 23  | 10  | 17.0 | .427 | .333 | .762  | 1.6 | 2.7 | .5  | .1  | 5.3  |
| 1991–92 | Houston      | 8   | 0   | 4.3  | .364 | .000 | .667  | .3  | .6  | .0  | .0  | 1.5  |
| 1991–92 | Detroit      | 8   | 0   | 7.8  | .381 | .600 | 1.000 | .8  | .6  | .4  | .0  | 3.0  |
| Total   | Total        | 871 | 364 | 21.6 | .472 | .332 | .776  | 1.7 | 3.6 | 1.1 | .1  | 8.9  |

### Playoffs
| Año     | Equipo       | PJ | PT | MPP  | %TC  | %3P  | %TL  | RPP | APP | ROB | TPP | PPP  |
| ------- | ------------ | -- | -- | ---- | ---- | ---- | ---- | --- | --- | --- | --- | ---- |
| 1979–80 | Boston       | 9  | –  | 11.2 | .405 | .000 | .600 | 1.1 | 1.3 | .4  | .0  | 4.7  |
| 1980–81 | Boston       | 16 | –  | 14.3 | .477 | .000 | .833 | 1.6 | 1.6 | .6  | .2  | 5.8  |
| 1981–82 | Boston       | 12 | –  | 25.8 | .409 | .000 | .686 | 2.1 | 4.0 | 1.2 | .2  | 8.3  |
| 1982–83 | Boston       | 7  | –  | 26.7 | .412 | .000 | .857 | 2.0 | 4.4 | 1.6 | .1  | 10.9 |
| 1983–84 | Boston       | 23 | –  | 26.8 | .485 | .273 | .720 | 2.3 | 4.2 | 1.5 | .0  | 12.5 |
| 1988–89 | Philadelphia | 3  | 0  | 23.0 | .400 | .286 | .333 | 2.3 | 1.7 | .7  | .0  | 8.0  |
| 1989–90 | Detroit      | 8  | 0  | 2.4  | .200 | .000 | .000 | .4  | .5  | .3  | .0  | .3   |
| 1990–91 | Detroit      | 10 | 1  | 4.0  | .250 | .000 | .000 | .1  | .6  | .1  | .0  | .8   |
| Total   | Total        | 88 | 1  | 17.8 | .443 | .156 | .697 | 1.6 | 2.6 | .9  | .1  | 7.2  |